# Shaping (socken i Kina, Hunan)
Shaping (kinesiska: 沙坪, 沙坪乡) är en socken i Kina. Den ligger i provinsen Hunan, i den södra delen av landet, omkring 300 kilometer söder om provinshuvudstaden Changsha. Antalet invånare är 17952. Befolkningen består av 8 480 kvinnor och 9 472 män. Barn under 15 år utgör 20,0 %, vuxna 15-64 år 70 %, och äldre över 65 år 8,0 %.
Genomsnittlig årsnederbörd är 1 920 millimeter. Den regnigaste månaden är maj, med i genomsnitt 290 mm nederbörd, och den torraste är oktober, med 35 mm nederbörd.